# Stepànovka (Kursk)
|  | Per a altres significats, vegeu «Stepànovka». |

Stepànovka (en rus: Степановка) és un poble de l'óblast de Kursk, a Rússia, que en el cens del 2010 tenia 5 habitants. Pertany al districte rural de Gorxétxnoie.